# دهروط
قرية دهروط هي إحدى القرى التابعة لمركز مغاغة بمحافظة المنيا في جمهورية مصر العربية. حسب إحصاءات سنة 2006، بلغ إجمالي السكان في دهروط 15467 نسمة، منهم 7814 رجلا و7653 امرأة.